# گودزیلا در مقابل هدورا
گودزیلا در مقابل هدورا (انگلیسی: Godzilla vs. Hedorah) فیلمی کایجو به کارگردانی یوشیمیتسو بانو محصول سال ۱۹۷۱ کشور ژاپن است. این یازدهمین فیلم از سری فیلم‌های گودزیلا بوده است.